# Schefflera balansana
Schefflera balansana là một loài thực vật có hoa trong họ Araliaceae. Loài này được Henri Ernest Baillon miêu tả khoa học đầu tiên năm 1878 dưới danh pháp Schefflera balansaeana. Tuy nhiên, khoản 60.8(c) Shenzhen Code 2018 của ICN quy định "balansaeana" viết chính xác là "balansana", vì thế danh pháp chính xác là Schefflera balansana.

## Phân bố
Loài đặc hữu New Caledonia.